# Polany (gromada w powiecie radomskim)
Polany – dawna gromada, czyli najmniejsza jednostka podziału terytorialnego Polskiej Rzeczypospolitej Ludowej w latach 1954–1972.
Gromady, z gromadzkimi radami narodowymi (GRN) jako organami władzy najniższego stopnia na wsi, funkcjonowały od reformy reorganizującej administrację wiejską przeprowadzonej jesienią 1954 do momentu ich zniesienia z dniem 1 stycznia 1973, tym samym wypierając organizację gminną w latach 1954–1972.
Gromadę Polany siedzibą GRN w Polanach utworzono – jako jedną z 8759 gromad na obszarze Polski – w powiecie radomskim w woj. kieleckim, na mocy uchwały nr 13i/54 WRN w Kielcach z dnia 29 września 1954. W skład jednostki weszły obszary dotychczasowych gromad Polany wieś, Polany kolonia i Pomorzany ze zniesionej gminy Zalesice w tymże powiecie. Dla gromady ustalono 14 członków gromadzkiej rady narodowej.
29 lutego 1956 z gromady Polany wyłączono oddziały Nr. Nr. 191–204 nadleśnictwa Marcule włączając je do gromady Pakosław w powiecie iłżeckim w tymże województwie.
31 grudnia 1961 gromadę zniesiono, a jej obszar włączono do gromady Łączany w tymże powiecie.